# أل شارون
أل شارون هو لاعب اتحاد الرغبي كندي، ولد في 27 يوليو 1966 في أوتاوا في كندا.

## وصلات خارجية
- أل شارون عل موقع إسبنسكروم (الإنجليزية)
- أل شارون على موقع ItsRugby.co.uk (الإنجليزية)